# Piotr Leciejewski
Piotr Leciejewski (Legnica, 23 marzo 1985) è un ex calciatore polacco, di ruolo portiere.

## Carriera

### Club

#### Gli inizi
Cresciuto nelle giovanili dello LSPM Zielona Góra, ha poi vestito le maglie di Polonia Słubice e Lechia Zielona Góra in III liga, all'epoca terzo livello del campionato polacco. Nell'estate 2004 è stato ingaggiato dal Górnik Zabrze, in I liga. A gennaio 2005 è passato al GKS Katowice con la formula del prestito, squadra per cui ha debuttato in massima divisione in data 20 aprile, schierato titolare nel 3-1 subito sul campo del Lech Poznań.
Tornato al Górnik Zabrze per fine prestito, è rimasto una stagione prima di essere ceduto a titolo definitivo al Górnik Łęczna, sempre in I liga. Ha debuttato con questa casacca il 17 settembre 2006, subentrando al portiere titolare Przemysław Tytoń nel pareggio per 1-1 contro il Wisla Cracovia.
Nell'estate 2007 si è accordato con il Korona Kielce, per cui non ha disputato partite di campionato. A febbraio 2008 è passato allora allo ŁKS, fino al successivo mese di aprile.

#### Sogndal
In vista del campionato 2008, il Sogndal ha ingaggiato Leciejewski con la formula del prestito. Ha esordito nella 1. divisjon in data 6 aprile: è stato infatti titolare nel successo per 0-1 in casa del Bryne. Ha contribuito al 4º posto finale della squadra e le sue prestazioni hanno convinto il Sogndal ad acquistarne il cartellino.
Leciejewski è rimasto in squadra per un triennio, facendo parte anche della squadra che al termine della 1. divisjon 2010 ha conquistato la promozione in Eliteserien. Si è congedato dal Sogndal con 79 presenze nel solo campionato.

#### Brann
Il 6 gennaio 2011 è stato ufficializzato il suo passaggio al Brann. Come compensazione, al Sogndal sono finiti i cartellini di Cato Hansen e Kenneth Udjus. Ha esordito nella massima divisione norvegese in data 25 aprile, schierato titolare nella sconfitta interna per 1-3 contro il Molde, alla 5ª giornata di campionato. Un dito fratturato ne ha infatti ritardato il debutto fino a quel momento.
A febbraio 2012, Leciejewski ha rinnovato il contratto che lo legava al Brann fino al 31 dicembre 2015. In quella stessa stagione, è stato limitato da un infortunio alla spalla che gli ha fatto saltare diverse partite. In virtù delle sue prestazioni è stato nominato giocatore dell'anno dai propri tifosi.
Al termine del campionato 2013 è stato nuovamente votato come giocatore dell'anno dai tifosi del Brann. È stato candidato anche al titolo di miglior portiere dell'Eliteserien al premio Kniksen, col riconoscimento finito però ad Adam Larsen Kwarasey.
A febbraio 2014 ha ulteriormente prolungato il contratto che lo legava al Brann, fino al 31 dicembre 2017. La stagione della squadra è terminata con la retrocessione in 1. divisjon, a seguito del 14º posto finale e della sconfitta nelle qualificazioni all'Eliteserien contro il Mjøndalen.
Rimasto in squadra anche a seguito della retrocessione, Leciejewski è stato fuori per infortunio fino all'estate 2015. Il Brann ha conquistato la promozione al termine del campionato 2015, tornando quindi in Eliteserien.
Il 24 ottobre 2016 ha ricevuto nuovamente la candidatura come miglior portiere del campionato al premio Kniksen, che stavolta si è aggiudicato. Il 6 dicembre successivo ha prolungato il contratto con il Brann, fino al 31 dicembre 2019.
Il campionato 2017 è stato l'ultimo disputato da Leciejewski in squadra. Le sue prestazioni sono state altalenanti, alternando grandi salvataggi con errori grossolani. Ha subito anche un infortunio all'inguine che lo ha tenuto lontano dai campi da gioco per qualche partita.

#### Zagłębie Lubin
Il 12 gennaio 2018, lo Zagłębie Lubin – compagine militante in Ekstraklasa, massima divisione del campionato – ha reso noto il ritorno in patria di Leciejewski, che si è legato al nuovo club con un accordo triennale.

## Statistiche

### Presenze e reti nei club
Statistiche aggiornate al 12 gennaio 2018.
| Stagione             | Club                 | Campionato           | Campionato | Campionato | Coppe nazionali | Coppe nazionali | Coppe nazionali | Coppe continentali | Coppe continentali | Coppe continentali | Supercoppe | Supercoppe | Supercoppe | Totale | Totale |
| Stagione             | Club                 | Comp                 | Pres       | Reti       | Comp            | Pres            | Reti            | Comp               | Pres               | Reti               | Comp       | Pres       | Reti       | Pres   | Reti   |
| -------------------- | -------------------- | -------------------- | ---------- | ---------- | --------------- | --------------- | --------------- | ------------------ | ------------------ | ------------------ | ---------- | ---------- | ---------- | ------ | ------ |
| 2003-gen. 2004       | Polonia Słubice      | 3L                   | ?          | -?         | CP              | ?               | -?              | -                  | -                  | -                  | -          | -          | -          | ?      | -?     |
| gen.-giu. 2004       | Lechia Zielona Góra  | 3L                   | ?          | -?         | CP              | -               | -               | -                  | -                  | -                  | -          | -          | -          | ?      | -?     |
| 2004-gen. 2005       | Górnik Zabrze        | 1L                   | 0          | 0          | CP              | ?               | -?              | -                  | -                  | -                  | -          | -          | -          | ?      | -?     |
| gen.-giu. 2005       | GKS Katowice         | 1L                   | 1          | -2         | CP              | ?               | -?              | -                  | -                  | -                  | -          | -          | -          | 1+     | -2+    |
| 2005-2006            | Górnik Zabrze        | 1L                   | 0          | 0          | CP              | ?               | -?              | -                  | -                  | -                  | -          | -          | -          | ?      | -?     |
| Totale Górnik Zabrze | Totale Górnik Zabrze | Totale Górnik Zabrze | 0          | 0          |                 | ?               | -?              |                    | -                  | -                  |            | -          | -          | ?      | -?     |
| 2006-2007            | Górnik Łęczna        | 1L                   | 17         | -31        | CP              | ?               | -?              | -                  | -                  | -                  | -          | -          | -          | 17+    | -31+   |
| 2007-feb. 2008       | Korona Kielce        | 1L                   | 0          | 0          | CP              | ?               | -?              | -                  | -                  | -                  | -          | -          | -          | ?      | -?     |
| feb.-apr. 2008       | ŁKS                  | 1L                   | 0          | 0          | CP              | ?               | -?              | -                  | -                  | -                  | -          | -          | -          | ?      | -?     |
| 2008                 | Sogndal              | 1D                   | 30+2       | -36+-7     | CN              | ?               | -?              | -                  | -                  | -                  | -          | -          | -          | 32+    | -43+   |
| 2009                 | Sogndal              | 1D                   | 24+1       | -21+-3     | CN              | ?               | -?              | -                  | -                  | -                  | -          | -          | -          | 25+    | -24+   |
| 2010                 | Sogndal              | 1D                   | 25         | -24        | CN              | 3               | -5              | -                  | -                  | -                  | -          | -          | -          | 28     | -29    |
| Totale Sogndal       | Totale Sogndal       | Totale Sogndal       | 79+3       | -81+-10    |                 | 3+              | -5+             |                    | -                  | -                  |            | -          | -          | 85+    | -96+   |
| 2011                 | Brann                | ES                   | 25         | -41        | CN              | 6               | -5              | -                  | -                  | -                  | -          | -          | -          | 31     | -46    |
| 2012                 | Brann                | ES                   | 23         | -37        | CN              | 5               | -9              | -                  | -                  | -                  | -          | -          | -          | 28     | -46    |
| 2013                 | Brann                | ES                   | 25         | -39        | CN              | 1               | -2              | -                  | -                  | -                  | -          | -          | -          | 26     | -41    |
| 2014                 | Brann                | ES                   | 27         | -49        | CN              | 4               | -7              | -                  | -                  | -                  | -          | -          | -          | 31     | -56    |
| 2015                 | Brann                | 1D                   | 14         | -10        | CN              | 0               | 0               | -                  | -                  | -                  | -          | -          | -          | 14     | -10    |
| 2016                 | Brann                | ES                   | 27         | -21        | CN              | 0               | 0               | -                  | -                  | -                  | -          | -          | -          | 27     | -21    |
| 2017                 | Brann                | ES                   | 25         | -28        | CN              | 0               | 0               | UEL                | 1                  | 0                  | SN         | 1          | -2         | 27     | -30    |
| Totale Brann         | Totale Brann         | Totale Brann         | 166        | -225       |                 | 16              | -23             |                    | 1                  | 0                  |            | 1          | -2         | 184    | -250   |
| gen.-giu. 2018       | Zagłębie Lubin       | EK                   | 0          | 0          | CP              | -               | -               | -                  | -                  | -                  | -          | -          | -          | 0      | 0      |
| Totale               | Totale               | Totale               | 263+3      | -339+-10   |                 | 19+             | -28             |                    | 1                  | 0                  |            | 1          | -2         | 287+   | -379   |

## Palmarès

### Individuale
- Miglior portiere dell'Eliteserien: 1

2016